# Rick Raphael
Rick Raphael (geboren am 20. Februar 1919 in New York City; gestorben am 4. Januar 1994 in Golden Valley, Minnesota) war ein amerikanischer Journalist und Science-Fiction-Autor.

## Leben
Raphael war der Sohn von Louis Nevin Raphael und Viola Louise Raphael, geborene Felix. Von 1936 bis 1946 diente er in der U. S. Army, zuletzt im Rang eines Captains. Nach seinem Ausscheiden aus der Army wurde er Zeitungsreporter und Wissenschaftsjournalist für Printmedien, das Fernsehen und den Hörfunk. 1959 wurde er stellvertretender Nachrichtenleiter des Radiosenders KBOI in Boise, Idaho. Von 1965 bis 1969 war er Pressesprecher des Senators Frank Church und danach Manager bei J. C. Penney.
1959 veröffentlichte Raphael eine erste Kurzgeschichte A Filbert is a Nut in dem Science-Fiction-Magazin Astounding. Es folgten weitere, von denen vier 1965 gesammelt in The Thirst Quenchers erschienen, deutsch übersetzt als Strahlen aus dem Wasser bei Goldmann. Die postum 2010 erschienene Sammlung The Thirst Quenchers and Three Other Science Fiction Tales enthält bis auf die Titelgeschichte eine ganz andere Auswahl.
1963 erschien die Kurzgeschichte Code Three, die er drei Jahre später zusammen mit Once a Cop zum Fix-up-Roman ausbaute. Es geht darin um eine Polizeieinsätze auf den Superschnellstraßen in einer nahen Zukunft, auf der Luftkissenfahrzeuge mit bis zu 500 Kilometer pro Stunde dahinrasen, deutsch übersetzt unter dem passenden Titel Die fliegenden Bomben. Das Thema ist typisch für Raphaels technisch orientierte Science-Fiction, in der er aktuelle Probleme  – hier der zunehmende Verkehr in immer schnelleren, kaum mehr beherrschbaren Fahrzeugen – in die Zukunft extrapolierte. Code Three wurde 1964 und Once a Cop 1965 als beste Kurzgeschichte für den Hugo Award nominiert.
1958 heiratete er Elizabeth L. Van Schaick, mit der er sechs Kinder hatte. Raphael starb 1994 im Alter von 74 Jahren.

## Bibliografie
Code Three
- Code Three (1963, Kurzgeschichte)
- Once a Cop (1964, Kurzgeschichte)
- Code Three (1966, Roman)
  - Deutsch: Die fliegenden Bomben. Heyne Science Fiction & Fantasy #3099, 1967.

Sammlungen
- The Thirst Quenchers (1965)
  - Deutsch: Strahlen aus dem Wasser. Goldmanns Zukunftsromane #71 / Goldmanns Weltraum Taschenbücher #073, 1966.
- The Thirst Quenchers and Three Other Science Fiction Tales (2010)

Kurzgeschichten
- A Filbert Is a Nut (1959)
- Make Mine Homogenized (1960)
- Sonny (1963)
- The Thirst Quenchers (1963)
  - Deutsch: Leck im Wassernetz. In: Strahlen aus dem Wasser. 1966.
- Identity Mistaken (1964)
- Guttersnipe (1964)
  - Deutsch: Strahlen aus dem Wasser. In: Strahlen aus dem Wasser. 1966.
- Odd Man In (1965)
  - Deutsch: Die Ranch im Park. In: Strahlen aus dem Wasser. 1966.
- The Mailman Cometh (1965)
  - Deutsch: Galaktische Poststation. In: Strahlen aus dem Wasser. 1966.
- The Defector (1980)
- False Scent (1981)
- Pelangus (1981)
- The President Must Die (1981)